# Le Temps
Le Temps es uno de los principales periódicos de Suiza. Se publica en francés y su sede está en Lausanne, contando con oficinas también en Ginebra, Berna y Zúrich. Es un diario de formato medio y tiene una tirada de 50.000 ejemplares y una media de 142.000 lectores al día.
El primer ejemplar se publicó el 18 de marzo de 1998. Se publica por la editora "Le Temps SA" que está en manos de "ER Publishing", que controla el 82% del capital, que a su vez es propiedad de Grupo Edipresse en el 50% y el Grupo Ringier en el otro 50%. El 18% restante del capital de "Le Temps SA" está en manos de: Le Monde (5%), Claude Demole (7%) y los trabajadores del periódico (6%).
Entre sus ilustradores habituales se encuentra Pierre Wazem.

## Artículo conexo
- Gazette de Lausanne